# دیتر دنگلر
دیتر دنگلر (انگلیسی: Dieter Dengler; ۲۲ مهٔ ۱۹۳۸ – ۷ فوریهٔ ۲۰۰۱) یک فرد نظامی آلمانی‌تبار اهل ایالات متحده آمریکا بود. او در جنگ ویتنام خلبان بود. او یکی از دو بازمانده هفت اسیر فراری از زندانی در لائوس بود. او ۲۳ روز پس از فرار و در حالی که وزنش از گرسنگی به چهل کیلو رسیده بود، نجات پیدا کرد. او اولین خلبان دستگیر شده آمریکایی است که توانسته در طول جنگ ویتنام، از زندان دشمن، بگریزد. وی همچنین برنده جوایزی همچون پرپل هارت شده‌است.
ورنر هرتسوک زندگی او را دست‌مایه فیلمی مستند به نام دیتر کوچک به پرواز احتیاج دارد (۱۹۹۷) و فیلم درام سپیده‌دم رهایی (۲۰۰۶) کرده‌است.